# 41206 Sciannameo
41206 Sciannameo è un asteroide della fascia principale. Scoperto nel 1999, presenta un'orbita caratterizzata da un semiasse maggiore pari a 2,6273801 UA e da un'eccentricità di 0,1859449, inclinata di 14,15374° rispetto all'eclittica.
L'asteroide è dedicato all'astrofilo italiano Francesco Sciannameo.